# Podgorac (gmina Boljevac)
Podgorac (cyr. Подгорац) – wieś w Serbii, w okręgu zajeczarskim, w gminie Boljevac. W 2011 roku liczyła 1913 mieszkańców.